# Tecnologies financeres
Les tecnologies financeres (en anglès Fintech, de la contracció de les paraules angleses finance i technology) engloben als serveis o empreses del sector financer que aprofiten les tecnologies més modernes per crear productes innovadors. Però, segons l'informe Fintech, el coneixement teòric del que són les tecnologies financeres i l'interès per elles no implica la seva utilització pràctica, igual que el desconeixement del terme tampoc implica que no s'utilitzi. El 46,2% dels professionals de les finances a Espanya utilitzen algun tipus de programari o producte tecnològic financer en la seva empresa.

## Panorama Fintech a Espanya
Segons l'Informe Fintech publicat al juny de 2015 per l'empresa Captio i ASSET (Associació Espanyola de financers d'empresa), el terme fintech no és conegut pel 66,7% dels professionals del sector.
L'informe detalla que pel 54,6% dels professionals de les finances, el principal avantatge de la utilització de les tecnologies financeres és aconseguir uns processos o gestions més eficients per a la seva empresa. L'estalvi de temps (50,9%) i la immediatesa (41%) són alguns també alguns dels motius més habituals.
En canvi, els professionals de les finances que no recorren a productes o serveis tecnològics financers argumenten en un 51,6% que no ho fan per no saber com pot ajudar a la seva empresa un producte d'aquest tipus. El 38,9% diuen no utilitzar les tecnologies financeres per no conèixer ofertes concretes que siguin interessants o que s'adaptin a les necessitats de l'empresa. Solament el 4% dels que no inverteixen en les tecnologies financeres, no ho fan per considerar-ho una despesa innecessària. El 5,5% diu tenir altres motius.

## Creixement de les tecnologies financeres
El 2014, la inversió mundial en empreses de tecnologies financeres es va triplicar respecte a l'any anterior, arribant als 12.200 milions de dòlars. Segons un estudi de l'empresa Accenture, una part molt important d'aquestes inversions se situen en Estats Units, però destaca que Europa sigui el mercat on més creixen aquest tipus d'inversions, amb un registre d'un augment d'un 215% en 2014 respecte a l'any anterior. Això representa uns 1,480 milions de dòlars.

## Àrees o sectors

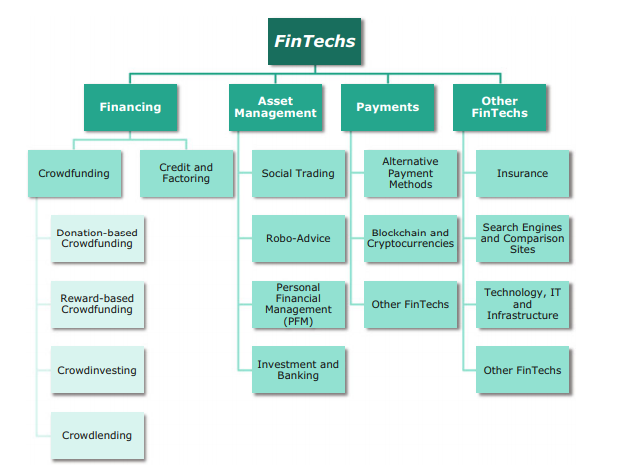
Segments de FinTechs

Algunes de les àrees de les tecnologies financeres més destacades són:
- Banca mòbil
- Big data i models predictius
- Compliance
- Micromecenatge
- Criptomonedes i monedes alternatives
- Forex (mercat de divises)
- Gestió automatitzada de processos i digitalització
- Gestió del risc
- Pagaments i transferències
- Préstecs P2P
- Assegurances
- Seguretat i privadesa
- Serveis d'assessoraments financer
- Targeta de prepagament

## Empreses
Existeixen una xifra immensa d'empreses tecnològiques financeres a tot el món. Alguns exemples són:
- 11Onze
- Adyen
- Algomi
- Arboribus
- BehavioSec
- Captio
- Cashually
- Digital Origin
- Finanzarel
- Holvi
- Inlsy
- Ixaris
- Kantox
- Kyriba
- LendUp
- Loanbook
- Nok Nok Labs
- Novicap
- Openbravo
- PayPal
- Peer Transfer
- Prime Ventures
- RobinHood
- Trulioo
- WaethFront
- Yaap Money
- Zooz
- Dinube[5]